# Artère dorsale du pénis
L’artère dorsale du pénis (ou artère pénienne ou artère dorsale de la verge) est une artère systémique paire de l'abdomen située dans le petit bassin. Elle contribue à la vascularisation du pénis.  

## Origine
L'artère dorsale du pénis est une branche terminale de l'artère pudendale interne qui nait près du bord inférieur de la symphyse pubienne.   

## Trajet
L'artère dorsale du pénis traverse la lame latérale du ligament suspenseur du pénis et chemine dans le fascia profond du pénis sur la face dorsale du pénis en dehors de la veine dorsale profonde jusqu’à la base du gland où elle se termine en s’anastomosant avec son homologue controlatérale en un cercle artériel qui irrigue le gland et le prépuce. Ses branches collatérales superficielles se distribuent aux téguments et ses branches collatérales profondes au corps caverneux, qui s'anastomosent avec l'artère profonde du pénis. De plus, elle donne des branches aux artères circonflexes qui alimentent le corps spongieux.  

## Aspect clinique
En clinique, lors d'une amputation traumatique du pénis, l'échec de la réanastomose des artères dorsales entraîne une perte cutanée.   

## Galerie

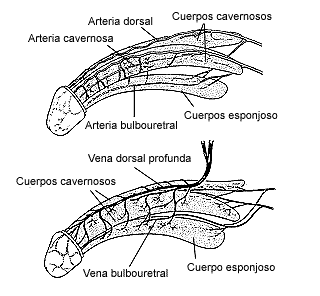
Artères et veines du pénis (espagnol)
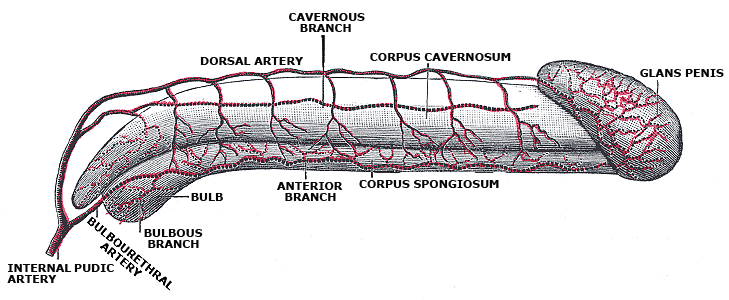
Diagramme des artères du pénis.
Coupe transversale du pénis
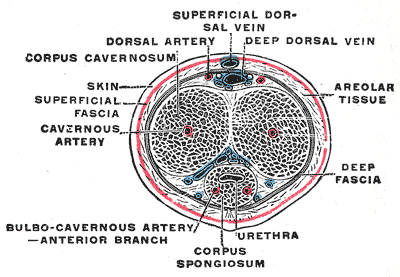
Le pénis en coupe transversale, montrant les vaisseaux sanguins.
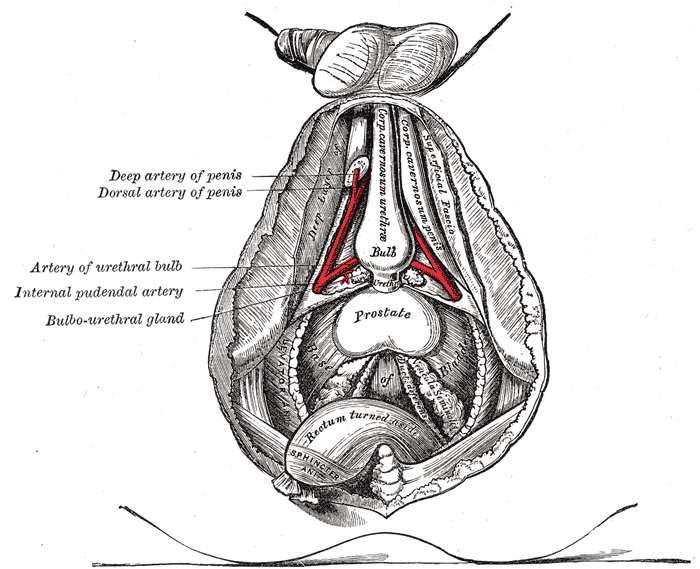
Branches profondes de l'artère pudendale.